# آگوستین مرمرچی
آگوستین مرمرچی (به عربی: أوغسطين مرمرجي) (۱۸۸۱، بغداد – ۲۸ آوریل ۱۹۶۳، قدس) روحانی مسیحی، زبان‌شناس و نویسنده عراقی بود.

## زندگی و آثار
به خانواده‌ای کهن‌نسب وابسته بود که موصلی‌تبار و بغدادزی بوده‌اند. پدرش یوسف بن مقدسی جرجیس بن شمعونِ کشیش حنا و مادرش جمیله بود. به حوزهٔ علمیه پدران دومینیکی در موصل در سال ۱۸۹۴ وارد شد، سپس در سال ۱۹۰۶ کاهن گشت و به بغداد بازگشت. او به زبان فصیح خطبه می‌خواند و به مطالعه و بررسی زبان‌های سامی و به‌ویژه عربی پرداخت. او مطالعات تطبیقی خود را در زبان‌های آرامی، عربی و آشوری ادامه داد. عضو فرهنگستان زبان عربی در قاهره، عضو فرهنگستان علمی عربی در دمشق بود. در دیر پدران دومینیکی در قدس درگذشت. از آثار اوست:
- کتاب المعجمیة العربیة فی ضوء الثنائیة والألسنیة السامیة
- کتاب معجمیات عربیة سامیة
- محاضرات مختارات
- کتاب بلدانیة فلسطین العربیة
- کتاب ماهیة الثئائیة الألسنیة
- قواعد اللغة الأکدیة الآشوریة البابلیة
- معجم الثنائی الألسنی
- العلاقات بین الأسرة و الألفة الإجتماعیة.[۱]